# Yoshioka Yayoi
Yoshioka Yayoi (吉岡 彌生?   / 29 de abril de 1871 - 22 de mayo de 1959) fue una médica y feminista japonesa. Es conocida por haber contribuido a establecer una escuela de medicina para mujeres, y en definitiva, haber logrado institucionalizar la formación médica para mujeres.

## Biografía
Nació en 1871, con el nombre de soltera de Washiyama Yayoi. Adoptó el apellido Yoshioka tras contraer matrimonio con Yoshioka Arata, director de la Academia de alemán a la que asistió en su juventud —el conocimiento de alemán era entonces requisito básico en Japón para estudiar medicina—. En 1893 aprobó las oposiciones gubernamentales y se convirtió en ginecóloga, siendo la 27.ª mujer nipona que se unía a la profesión médica en Japón. Junto a su marido estableció en Tokio una escuela de medicina para mujeres, que abrió sus puertas en 1899. Esta escuela supuso el primer centro educativo de su categoría en Japón, y en poco tiempo adquiriría una gran importancia.
Sin embargo, las alumnas que se graduaban en la escuela Yoshioka inicialmente no pudieron ejercer la medicina al menos hasta 1912, fecha en que el gobierno acabó aceptando con carácter oficial los estudios de este centro —aquellos alumnos sin certificados del gobierno no podían acceder a los exámenes médicos oficiales—. Desde 1920 las estudiantes de esta escuela pudieron ejercer la medicina sin necesidad de examinarse. Para 1928 una media de ochocientas alumnas asistía a las clases en la escuela Yoshioka.
Yoshioka Yayoi llegó a dirigir la escuela durante casi cincuenta años, tiempo durante el cual formó en la medicina a siete mil mujeres. Además de en la medicina también destacó como educadora, especialmente en cuestiones sociales. Más adelante fundó y formó parte —junto a otras educadoras y médicos— de la «Liga para la mejora de la vida diaria», y también de la Asociación de higiene racial de Japón, promotora de la eugenesia social. Falleció en Tokio en 1959.